# Birni N'Gaouré
Birni N'Gaouré es una comuna o municipio del departamento de Boboye de la región de Dosso, en Níger. En diciembre de 2012 presentaba una población censada de 52 566 habitantes.
Se encuentra situada al suroeste del país, cerca del río Níger, de la frontera con Benín y Nigeria, y de la capital nacional, Niamey.